# Maitland (Nouvelle-Écosse)
Pour les articles homonymes, voir Maitland.
Maitland, East Hants, Nova Scotia (anciennement Jean Peter's Village) est un village de la municipalité de district de East Hants (Nouvelle-Écosse) (Canada). Sa communauté faisait partie du comté de Douglas avant que la localité ne soit renommée en l'honneur du lieutenant-gouverneur de Nouvelle-Écosse Peregrine Maitland lors de la première tentative de construction du canal Shubenacadie (en) (1826–1831). Ce dernier devait commencer à Maitland et traverser la province jusqu'à Maitland Street, Dartmouth.
On y trouve notamment le Lawrence House Museum, qui est une partie du musée de Nouvelle-Écosse.

## Histoire
Maitland est d'abord fondé par des Acadiens. Après l'exode de ces derniers (1750), le village est mis en place par des Scots d'Ulster, dont les descendants deviennent des constructeurs de navires.

## Dans la culture populaire

### Film
Maitland est le lieu où se déroule l'intrigue de The Night They Killed Joe Howe (1960).